# 前田睦彦
前田 睦彦（まえだ むつひこ、1947年5月7日  - ）は、日本の元スピードスケート選手。北海道中川郡池田町出身。

## 来歴・人物
北海道帯広三条高等学校では全国高校総体の男子1500mで優勝。高校時代はスケートの傍ら野球部でも活躍し、第47回全国高等学校野球選手権大会に「3番・右翼手」として出場した。この大会帯広三条は北北海道代表として初の1勝を挙げている。
明治大学進学後はスケートに専念し、在学中に出場したグルノーブルオリンピックでは1500m40位、5000m33位。卒業後は国土計画に入社し、札幌オリンピックでは1500m20位だった。1500mの日本記録（2分8秒2）を7年間保持した。
1973年に現役を引退。その後西武不動産スケート部監督を務め、また西武鉄道グループのレジャー施設支配人などを務めた。